# Ungerns herrlandslag i handboll
Ungerns herrlandslag i handboll representerar Ungern i handboll på herrsidan. Laget har vunnit en medalj vid en stor turnering, silver vid VM 1986.

## Historia

### Framgångar i VM
Ungern var väldigt framgångsrika under 1980-talet, då man nådde finalen i Handbolls-VM 1986 i Schweiz. Laget föll i finalen mot Jugoslavien.

## Meriter
| - 1938 i Nazityskland: Deltog ej - 1954 i Sverige: Ej kvalificerade - 1958 i Östtyskland: 7:a - 1961 i Västtyskland: Ej kvalificerade - 1964 i Tjeckoslovakien: 8:a - 1967 i Sverige: 8:a - 1970 i Frankrike: 8:a - 1974 i Östtyskland: 7:a - 1978 i Danmark: 9:a - 1982 i Västtyskland: 9:a - 1986 i Schweiz: Silver - 1990 i Tjeckoslovakien: 6:a - 1993 i Sverige: 11:a - 1995 i Island: 17:e - 1997 i Japan: 4:a - 1999 i Egypten: 11:a - 2001 i Frankrike: Ej kvalificerade - 2003 i Portugal: 6:a - 2005 i Tunisien: Ej kvalificerade - 2007 i Tyskland: 9:a - 2009 i Kroatien: 6:a - 2011 i Sverige: 7:a - 2013 i Spanien: 8:a - 2015 i Qatar: Ej kvalificerade - 2017 i Frankrike: 7:a - 2019 i Danmark och Tyskland: 10:a - 2021 i Egypten: 5:a - 2023 i Polen och Sverige: 8:a | - 1994 i Portugal: 7:a - 1996 i Spanien: 10:a - 1998 i Italien: 6:a - 2000 i Kroatien: Ej kvalificerade - 2002 i Sverige: Ej kvalificerade - 2004 i Slovenien: 9:a - 2006 i Schweiz: 13:e - 2008 i Norge: 8:a - 2010 i Österrike: 14:e - 2012 i Serbien: 8:a - 2014 i Danmark: 8:a - 2016 i Polen: 12:a - 2018 i Kroatien: 14:e - 2020 i Norge, Sverige och Österrike: 9:a - 2022 i Ungern och Slovakien: 15:e - 2024 i Tyskland: 5:a | - 1936 i Berlin: 4:a - 1972 i München: 8:a - 1976 i Montréal: 6:a - 1980 i Moskva: 4:a - 1984 i Los Angeles: Ej kvalificerade - 1988 i Seoul: 4:a - 1992 i Barcelona: 7:a - 1996 i Atlanta: Ej kvalificerade - 2000 i Sydney: Ej kvalificerade - 2004 i Aten: 4:a - 2008 i Peking: Ej kvalificerade - 2012 i London: 4:a - 2016 i Rio de Janeiro: Ej kvalificerade - 2020 i Tokyo: Ej kvalificerade |

## Spelare i urval
- Gábor Császár
- Nikola Eklemović
- Nándor Fazekas
- Péter Kovács
- László Nagy
- István Pásztor
- Carlos Pérez
- Nenad Puljezević
- Barna Putics
- Ferenc Ilyés
- Gergő Iváncsik
- Iman Jamali